# Cassieae
Tribu
Les Cassieae sont une tribu de plantes à fleurs dicotylédones de la famille des Fabaceae, sous-famille des Caesalpinioideae, originaire des régions tropicales et subtropicales, qui comprend une vingtaine de genres et environ 730 espèces.
La tribu des Cassieae a longtemps été considérée comme un assemblage artificiel de taxons non apparentés.  Dans le dernier traitement officiel de cette tribu, Irwin et Barneby (1981) ont subdivisé les Cassieae en cinq sous-tribus : Ceratoniinae, Dialiinae, Duparquetiinae, Cassiinae et Labicheinae.
Trois de ces sous-tribus, les Dialiinae, Duparquetiinae et Labicheinae, forment le clade désigné officieusement sous le nom de Cassieae sensu lato pro parte . Les deux autres sont maintenant considérées comme étant plus étroitement liées à d'autres groupes de Cesalpinioideae.

Les plantes de cette tribu sont des arbres, des arbustes ou des plantes herbacées, présents dans les régions subtropicales et tropicales du monde, qui croissent principalement dans les forêts.
Koompassia excelsa (Becc.) Taub., originaire de Sarawak (Malaisie), est un arbre qui peut atteindre de 84 à 88 m de haut. Cette espèce est considérée comme l'angiosperme le plus grand des forêts tropicales.

## Caractéristiques générales
Les plantes de la tribu des Cassieae ont des feuilles composées paripennées ou imparipennées, rarement bipennées.
Les fleurs sont généralement bisexuées, mais certaines espèces sont dioïques ou polygames.
La morphologie florale est variable. Certaines espèces ont des fleurs actinomorphes, d'autres zygomorphes. Le réceptacle est en forme de coupe. Les sépales au nombre de 4 ou 5, rarement 3 ou 6, sont imbriqués.
Les pétales sont habituellement au nombre de 5, parfois 3, plus rarement absents. Le nombre d'étamines est variable, avec parfois des staminodes. Les anthères sont généralement basifixées, rarement dorsifixées, et s'ouvrant par des pores apicaux ou par des fentes latérales courtes. L'ovaire ou le stipe ovarien est libre, inséré à la base du réceptacle. Les ovules sont au minimum au nombre de deux, souvent plus nombreux, rarement solitaires.

## Liste des genres
La plupart des genres de ce groupe (18) sont monotypiques (contenant une seule espèce) ou très petits, à l'exception de Labichea Gaudich. ex. DC. (14 espèces) et Dialium L. (28 espèces).
- sous-tribu des Cassiinae, (DC.) Wight & Arn.

- - genres : Cassia - Chamaecrista - Senna
- sous-tribu des Ceratoniinae, H.S.Irwin & Barneby
  - genre : Ceratonia
- sous-tribu des Dialiinae H.S.Irwin & Barneby
  - genres : Androcalymma - Apuleia - Baudouinia - Dialium - Dicorynia - Distemonanthus - Eligmocarpus - Kalappia - Koompassia - Martiodendron - Mendoravia - Storckiella - Zenia
- sous-tribu des Duparquetiinae
  - genre : Duparquetia
- sous-tribu des Labicheinae H.S.Irwin & Barneby
  - genres : Labichea - Petalostylis